# Tropidodipsas fasciata
Tropidodipsas fasciata är en ormart som beskrevs av Günther 1858. Tropidodipsas fasciata ingår i släktet Tropidodipsas och familjen snokar. Inga underarter finns listade i Catalogue of Life.
Denna orm förekommer med flera från varandra skilda populationer i södra Mexiko. Honor lägger ägg. Arten lever i låglandet upp till 250 meter över havet. Habitatet utgörs av lövfällande och städsegröna skogar. Arten besöker även jordbruksmark. Honor lägger ägg.
För beståndet är inga hot kända. Hela populationen anses vara stabil. IUCN listar arten som livskraftig (LC).